# Slaget vid Keltis baracker
Slaget vid Keltis baracker var en strid mellan svenska och ryska trupper vid Keltisström i närheten av Värälä vid Kymmene älv den 19 och den 20 maj 1790. Slaget slutade med svensk seger.

## Slaget
Efter den svenska segern vid Valkeala lämnades en svensk styrka på 800 man kvar i byn Napo. Den 19 maj blev svenskarna anfallna av en rysk styrka på 2500 man under general Backman. När svenskarna såg att ryssarna var överlägsna i antal retirerade de till Keltis, där svenskarna fick förstärkningar av 1200 man under Wilhelm Mauritz Pauli. Ryssarna förföljde svenskarna till Keltis, men gjorde halt vid en före detta svensk vaktpost som bestod av några baracker. Den svenska styrkan, som nu uppgick till över 2000 man, beslutade sig för att anfalla ryssarna, och marscherade mot Keltis baracker. Det svenska anfallet blev en total överraskning för ryssarna, som förlorade minst 200 man och fick fly. Cirka 40 svenskar stupade och 60 sårades.